# Джейкоб Ісаак Сігал
Джейкоб Ісаак Сігал ім'я при народжені Яков Іцхак Сколар (їд. י.י. סיגאַל י. סיגאַל, Юд Юд Сігал; нар. 1896 — пом. 7 березня 1954) — канадсько-єврейський поет та журналіст. Він був піонером у створенні канадських літературних журналів на їдиші та головним прихильником літературного модернізму на їдиші в Канаді. Його лірика поєднує релігійні та народні традиції, модерністську американську літературну практику, присвячені канадській природі та атмосфері.

## Біографія
Сігал народився як Яков Іцхак Сколар у 1896 році в селі Слобковиці на Поділлі в Російській імперії, та був другим молодшим із семи дітей. У Корець переїхав із сім'єю у віці трьох років, після смерті батька.
Сігал емігрував до Монреаля в 1911 році. Після прибуття до Канади він знайшов роботу кравця, а потім став вчителем у Єврейській народній школі. У 1915 році він почав публікувати вірші в «Keneder Adler». У 1918 році він опублікував свою першу збірку поезій «Fun Mayn Velt» («З мого світу»), яка принесла йому відразу визнання не лише в Канаді, а й у Нью-Йорку та Польщі.
У 1923 році Сігал та його родина переїхала до Нью-Йорку, де він приєднався до колективу шевців «Ді Юнге» поета Мані Лейба. Після опублікування двох збірок поезії Сігал повернувся до Монреаля в 1928 році, перед цим померла його дочка Чарні, до якої він часто звертається в пізніших віршах. З 1941 року аж до своєї смерті він був співредактором літературних сторінок «Keneder Adler» разом з Мелехом Равичем.
Сігал багато писав і його творчість охоплює дванадцять томів поезії, серед яких «Сефер Їдіш» («Книга їдиш»), остання збірка, видана за його життя, і «Летсте Лідер» («Останні вірші»), опубліковані вже після його смерті.